# MLS Best XI
Die MLS Best XI ist eine Auszeichnung für die besten elf Spieler einer Saison in der US-amerikanischen Fußballliga Major League Soccer. Die unterschiedlichen Spielerpositionen werden bei der Vergabe berücksichtigt, so dass theoretisch ein All-Star-Team aus den MLS Best XI gebildet werden kann. Allerdings steht die am Ende der Saison von Spielern, Klubangestellten und Medienvertretern gewählte MLS Best XI nicht in direktem Zusammenhang mit den Spielern, die zur Mitte der Saison für das MLS All-Star Game nominiert werden. Diese werden auch über Abstimmungen der Fans sowie den beauftragten All-Star Trainer ausgewählt.

## Gewinner
| Jahr | Torhüter                      | Abwehr                                                                                         | Mittelfeld | Sturm                                                                                          |
| ---- | ----------------------------- | ---------------------------------------------------------------------------------------------- | --- | ---------------------------------------------------------------------------------------------- |
| 1996 | Mark Dodd, Dallas             | Leonel Alvarez, Dallas John Doyle, San José Robin Fraser, Los Angeles                          | Mauricio Cienfuegos, Los Angeles Roberto Donadoni, MetroStars Marco Etcheverry, DC United Preki, Kansas City Carlos Valderrama, Tampa Bay         | Eduardo Hurtado, Los Angeles Roy Lassiter, Tampa Bay                                           |
| 1997 | Brad Friedel, Columbus        | Jeff Agoos, DC United Thomas Dooley, Columbus Richard Gough, Kansas City Eddie Pope, DC United | Mark Chung, Kansas City Marco Etcheverry, DC United Preki, Kansas City Carlos Valderrama, Tampa Bay                                               | Ronald Cerritos, San José Jaime Moreno, DC United                                              |
| 1998 | Zach Thornton, Chicago        | Thomas Dooley, Columbus Robin Fraser, Los Angeles Luboš Kubík, Chicago Eddie Pope, DC United   | Chris Armas, Chicago Mauricio Cienfuegos, Los Angeles Marco Etcheverry, DC United Piotr Nowak, Chicago                                            | Stern John, Columbus Cobi Jones, Los Angeles                                                   |
| 1999 | Kevin Hartman, Los Angeles    | Jeff Agoos, DC United Robin Fraser, Los Angeles Luboš Kubík, Chicago                           | Chris Armas, Chicago Mauricio Cienfuegos, Los Angeles Marco Etcheverry, DC United Eddie Lewis, San José Steve Ralston, Tampa Bay                  | Jaime Moreno, DC United Jason Kreis, Dallas                                                    |
| 2000 | Tony Meola, Kansas City       | Robin Fraser, Los Angeles Greg Vanney, Los Angeles Peter Vermes, Kansas City                   | Chris Armas, Chicago Piotr Nowak, Chicago Steve Ralston, Tampa Bay Christo Stoitschkow, Chicago Carlos Valderrama, Tampa Bay                      | Mamadou Diallo, Tampa Bay Clint Mathis, MetroStars                                             |
| 2001 | Tim Howard, MetroStars        | Jeff Agoos, San José Carlos Llamosa, Miami Pablo Mastroeni, Miami Greg Vanney, Los Angeles     | Chris Armas, Chicago Piotr Nowak, Chicago Preki, Miami                                                                                            | Alex Pineda Chacón, Miami Diego Serna, Miami John Spencer, Colorado                            |
| 2002 | Tim Howard, MetroStars        | Wade Barrett, San José Carlos Bocanegra, Chicago Alexi Lalas, Los Angeles                      | Mark Chung, Colorado Ronnie Ekelund, San José Óscar Pareja, Dallas Steve Ralston, New England                                                     | Jeff Cunningham, Columbus Carlos Ruiz, Los Angeles Taylor Twellman, New England                |
| 2003 | Pat Onstad, San José          | Carlos Bocanegra, Chicago Ryan Nelsen, DC United Eddie Pope, MetroStars                        | Chris Armas, Chicago DaMarcus Beasley, Chicago Mark Chung, Colorado Landon Donovan, San José Preki, Kansas City                                   | John Spencer, Colorado Ante Razov, Chicago                                                     |
| 2004 | Joe Cannon, Colorado          | Jimmy Conrad, Kansas City Robin Fraser, Columbus Ryan Nelsen, DC United Eddie Pope, MetroStars | Eddie Gaven, MetroStars Amado Guevara, MetroStars Ronnie O’Brien, Dallas Kerry Zavagnin, Kansas City                                              | Brian Ching, San José Jaime Moreno, DC United                                                  |
| 2005 | Pat Onstad, San José          | Chris Albright, Los Angeles Danny Califf, San José Jimmy Conrad, Kansas City                   | Clint Dempsey, New England Dwayne De Rosario, San José Christian Gomez, DC United Shalrie Joseph, New England Ronnie O’Brien, Dallas              | Jaime Moreno, DC United Taylor Twellman, New England                                           |
| 2006 | Troy Perkins, DC United       | Bobby Boswell, DC United Jose Burciaga Jr., Kansas City Jimmy Conrad, Kansas City              | Ricardo Clark, Houston Clint Dempsey, New England Dwayne De Rosario, Houston Christian Gomez, DC United Justin Mapp, Chicago                      | Jeff Cunningham, Salt Lake Jaime Moreno, DC United                                             |
| 2007 | Brad Guzan, CD Chivas USA     | Jonathan Bornstein, CD Chivas USA Michael Parkhurst, New England Eddie Robinson, Houston       | Guillermo Barros Schelotto, Columbus Dwayne De Rosario, Houston Christian Gomez, DC United Shalrie Joseph, New England Ben Olsen, DC United       | Juan Pablo Angel, New York Luciano Emilio, DC United                                           |
| 2008 | Jon Busch, Chicago            | Jimmy Conrad, Kansas City Bakary Soumaré, Chicago Chad Marshall, Columbus                      | Guillermo Barros Schelotto, Columbus Sacha Klještan, CD Chivas USA Robbie Rogers, Columbus Shalrie Joseph, New England Cuauhtémoc Blanco, Chicago | Landon Donovan, Los Angeles Kenny Cooper, Dallas                                               |
| 2009 | Zach Thornton, CD Chivas USA  | Geoff Cameron, Houston Wilman Conde, Chicago Chad Marshall, Columbus                           | Shalrie Joseph, New England Landon Donovan, Los Angeles Stuart Holden, Houston Freddie Ljungberg, Seattle Dwayne De Rosario, Toronto              | Conor Casey, Colorado Jeff Cunningham, Dallas                                                  |
| 2010 | Donovan Ricketts, Los Angeles | Nat Borchers, Salt Lake Omar González, Los Angeles Jámison Olave, Salt Lake                    | Dwayne De Rosario, Toronto Landon Donovan, Los Angeles David Ferreira, Dallas Sébastien Le Toux, Philadelphia Javier Morales, Salt Lake           | Edson Buddle, Los Angeles Chris Wondolowski, San Jose                                          |
| 2011 | Kasey Keller, Seattle         | Todd Dunivant, Los Angeles Omar Gonzalez, Los Angeles Jámison Olave, Salt Lake                 | David Beckham, Los Angeles Brad Davis, Houston Dwayne De Rosario, Toronto Landon Donovan, Los Angeles Brek Shea, Dallas                           | Thierry Henry, New York Chris Wondolowski, San Jose                                            |
| 2012 | Jimmy Nielsen, Sporting KC    | Víctor Bernárdez, San José Matt Besler, Sporting KC Aurélien Collin, Sporting KC               | Osvaldo Alonso, Seattle Landon Donovan, Los Angeles Chris Pontius, D.C. United Graham Zusi, Sporting KC                                           | Thierry Henry, New York Robbie Keane, Los Angeles Chris Wondolowski, San José                  |
| 2013 | Donovan Ricketts, Portland    | Matt Besler, Sporting KC José Gonçalves, New England Omar Gonzalez, Los Angeles                | Tim Cahill, New York Will Johnson, Portland Diego Valeri, Portland Graham Zusi, Sporting KC                                                       | Marco Di Vaio, Montreal Robbie Keane, Los Angeles Mike Magee, Chicago                          |
| 2014 | Bill Hamid, D.C. United       | Bobby Boswell, D.C. United Omar Gonzalez, Los Angeles Chad Marshall, Seattle                   | Landon Donovan, Los Angeles Thierry Henry, New York Lee Nguyen, New England Diego Valeri, Portland                                                | Robbie Keane, Los Angeles Obafemi Martins, Seattle Bradley Wright-Phillips, New York           |
| 2015 | Luis Robles, New York         | Laurent Ciman, Montreal Matt Hedges, Dallas Kendall Waston, Vancouver                          | Fabián Castillo, Dallas Benny Feilhaber, Sporting KC Ethan Finlay, Columbus Dax McCarty, New York                                                 | Sebastian Giovinco, Toronto Kei Kamara, Columbus Robbie Keane, Los Angeles                     |
| 2016 | Andre Blake, Philadelphia     | Matt Hedges, Dallas Axel Sjöberg, Colorado Jelle Van Damme, Los Angeles                        | Mauro Díaz, Dallas Giovani dos Santos, Los Angeles Sacha Klještan, New York Ignacio Piatti, Montreal                                              | Sebastian Giovinco, Toronto David Villa, New York City Bradley Wright-Phillips, New York       |
| 2017 | Tim Melia, Sporting KC        | Justin Morrow, Toronto Ike Opara, Sporting KC Kendall Waston, Vancouver                        | Miguel Almirón, Atlanta Sebastian Giovinco, Toronto Diego Valeri, Portland Víctor Vázquez, Toronto                                                | Josef Martínez, Atlanta Nemanja Nikolics, Chicago David Villa, New York City                   |
| 2018 | Zack Steffen, Columbus        | Kemar Lawrence, New York Aaron Long, New York Chad Marshall, Seattle                           | Luciano Acosta, D.C. United Miguel Almirón, Atlanta Ignacio Piatti, Montreal Carlos Vela, LAFC                                                    | Zlatan Ibrahimović, Los Angeles Josef Martínez, Atlanta Wayne Rooney, D.C. United              |
| 2019 | Vito Mannone, Minnesota       | Walker Zimmerman, LAFC Miles Robinson, Atlanta Ike Opara, Minnesota                            | Carles Gil, New England Eduard Atuesta, LAFC Maximiliano Moralez, New York Alejandro Pozuelo, Toronto                                             | Zlatan Ibrahimovic, Los Angeles Carlos Vela, LAFC Josef Martínez, Atlanta                      |
| 2020 | Andre Blake, Philadelphia     | Walker Zimmerman, Nashville Jonathan Mensah, Columbus Mark McKenzie, Philadelphia              | Brenden Aaronson, Philadelphia Diego Chará, Portland Nicolas Lodeiro, Seattle Alejandro Pozuelo, Toronto                                          | Jordan Morris, Seattle Diego Rossi, LAFC Raúl Ruidíaz, Seattle                                 |
| 2021 | Matt Turner, New England      | Walker Zimmerman, Nashville Miles Robinson, Atlanta Yeimar Gómez, Seattle                      | Tajon Buchanan, New England Hany Mukhtar, Nashville Carles Gil, New England João Paulo, Seattle                                                   | Gustavo Bou, New England Taty Castellanos, New York Raúl Ruidíaz, Seattle                      |
| 2022 | Andre Blake, Philadelphia     | Walker Zimmerman, Nashville Kai Wagner, Philadelphia Jakob Glesnes, Philadelphia               | Luciano Acosta, Cincinnati Sebastián Driussi, Austin Hany Mukhtar, Nashville Dániel Gazdag, Philadelphia                                          | Jesús Ferreira, Dallas Brandon Vázquez, Cincinnati Carlos Vela, LAFC                           |
| 2023 | Roman Bürki, St. Louis        | Walker Zimmerman, Nashville Matt Miazga, Cincinnati Tim Parker, St. Louis                      | Luciano Acosta, Cincinnati Thiago Almada, Atlanta Héctor Herrera, Houston Hany Mukhtar, Nashville                                                 | Denis Bouanga, LAFC Giorgos Giakoumakis, Atlanta Cucho Hernández, Columbus                     |
| 2024 | Kristijan Kahlina, Charlotte  | Jordi Alba, Miami Steven Moreira, Columbus Yeimar Gómez, Seattle                               | Luciano Acosta, Cincinnati Evander, Portland Riqui Puig, Los Angeles                                                                              | Christian Benteke, DC United Denis Bouanga, LAFC Cucho Hernández, Columbus Lionel Messi, Miami |

Hervorgehobene Spieler haben in der jeweiligen Saison den Titel des MVP gewonnen.

## MLS All-Time Best XI
Anlässlich des zehnjährigen Bestehens der MLS wurde 2005 die beste „Elf“ der ersten Dekade bekannt gegeben.
- Torhüter

 Tony Meola: New York (1996-98, 2005–2006), Kansas City (1999–2004)
- Abwehr

 Jeff Agoos: DC United (1996–2000), San José (2001-04), MetroStars (2005)
 Marcelo Balboa: Colorado (1996–2001), New York (2002)
 Eddie Pope: DC United (1996–2002), New York (2003-04), Salt Lake (2005–2007)
- Mittelfeld

 Landon Donovan: San José (2001-04), Los Angeles (2005–2014)
 Marco Etcheverry: DC United (1996–2003)
 Piotr Nowak: Chicago (1998–2002)
 Preki: Kansas City (1996–2000, 2002-05), Miami (2001)
 Carlos Valderrama: Tampa Bay (1996-97, 2000-01), Miami (1998-99), Colorado (2001-02)
- Sturm

 Brian McBride: Columbus (1996–2003), Chicago (2008–2011)
 Jaime Moreno: DC United (1996–2002, 2004–2010), New York (2003)